# Loxofidonia buda
Loxofidonia buda là một loài bướm đêm trong họ Geometridae.